# Poggio Pianacce
Il Poggio Pianacce (661 m s.l.m.) è il secondo rilievo per altitudine delle Colline Pisane. Dagli abitanti del luogo è chiamato normalmente Salidonia.

## Posizione, territorio e morfologia
Il Poggio Pianacce è collocato interamente nel comune di Castellina Marittima e, con i suoi 661 metri di altitudine, ne costituisce il punto più elevato. Posto a circa un kilometro ad est del borgo di Castellina, il Poggio Pianacce è altresì immediatamente prospiciente il Monte Vitalba, primo rilievo per altitudine delle Colline Pisane, distando da esso appena 700 metri; è proprio la vicinanza a quest'ultimo monte a conferirgli la sua piccola prominenza (che non supera i 30 m).
Dalle pendici occidentali del monte sorge il Botro del Molino, tributario del Torrente Pescera; dalle pendici settentrionali il Botro del Confine, affluente del Torrente Marmolaio; dalle pendici orientali il Torrente Sterza; per finire, dalle pendici meridionali sorge il Botro delle Giuncane, primo affluente dello Sterza.
Il Poggio Pianacce presenta uno sviluppo longilineo in direzione nordovest-sudest, con una cresta sommitale – aperta e molto panoramica – lunga circa un kilometro e mezzo. La vetta del monte, segnalata con un apposito cartello, è costituita da un'ampia prateria quasi pianeggiante; l'assenza di vegetazione in corrispondenza della cima fa sì che da là sia possibile godere di un lodevole panorama: nelle belle giornate, la vista spazia dalle Colline Metallifere a sud, all'Arcipelago Toscano a ovest e alle Alpi Apuane e all'Appennino Tosco-Emiliano a nord (ad est la vista è invece ostruita dal Monte Vitalba).

## Come raggiungerlo
La vetta del Poggio Pianacce è facilmente accessibile a piedi dall'abitato di Castellina Marittima seguendo il percorso escursionistico denominato Sassi Bianchi Trekking. In alternativa, è possibile raggiungere la cima seguendo un breve sentiero (di circa mezzo kilometro) che parte dal Monte Vitalba.

## Galleria d'immagini

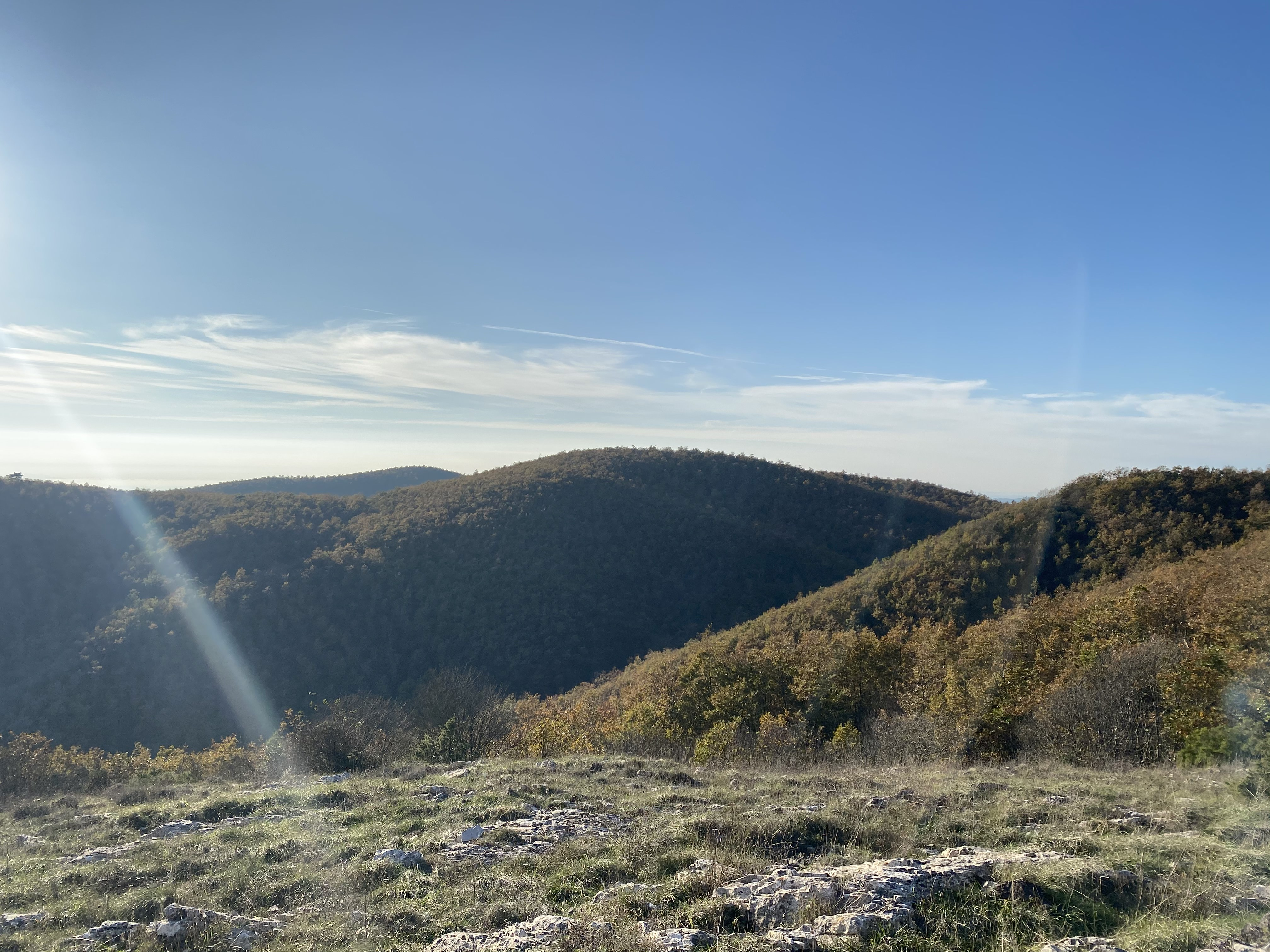
Il profilo del Poggio Pianacce visto dal Poggio dei Sassi Bianchi.
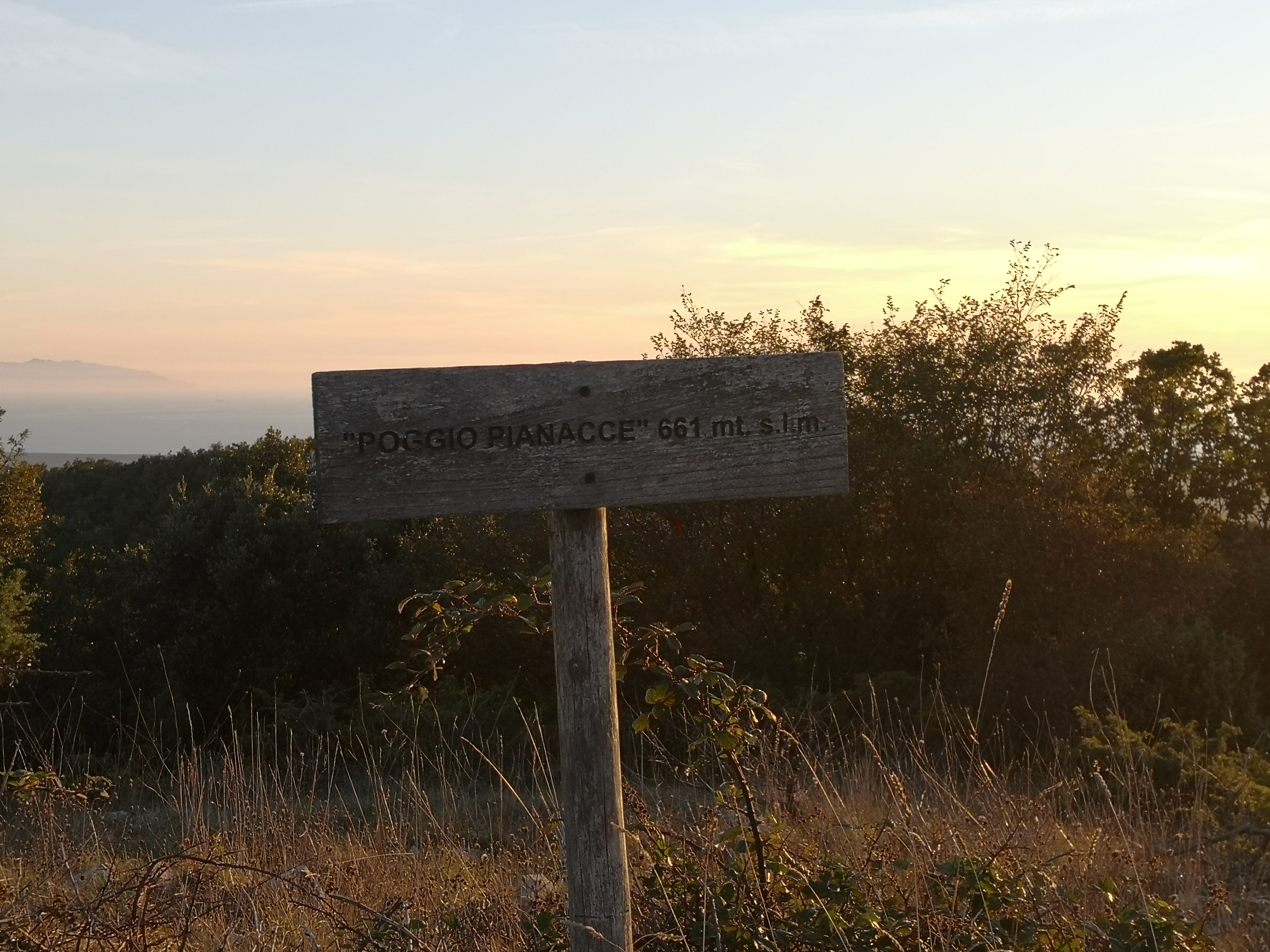
Segnale posto sulla vetta del Poggio Pianacce.
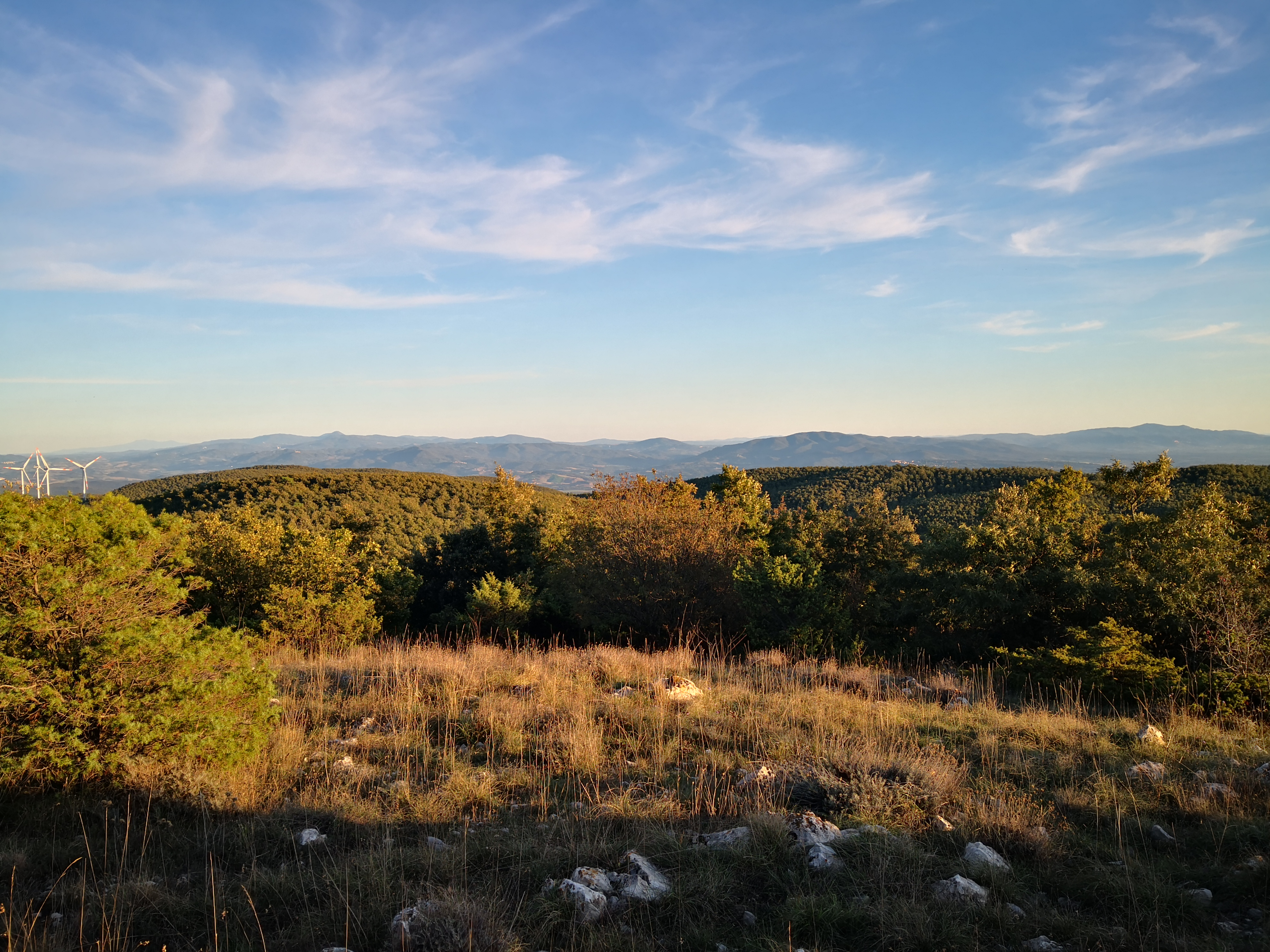
Vista verso sud dalla vetta del Poggio Pianacce.
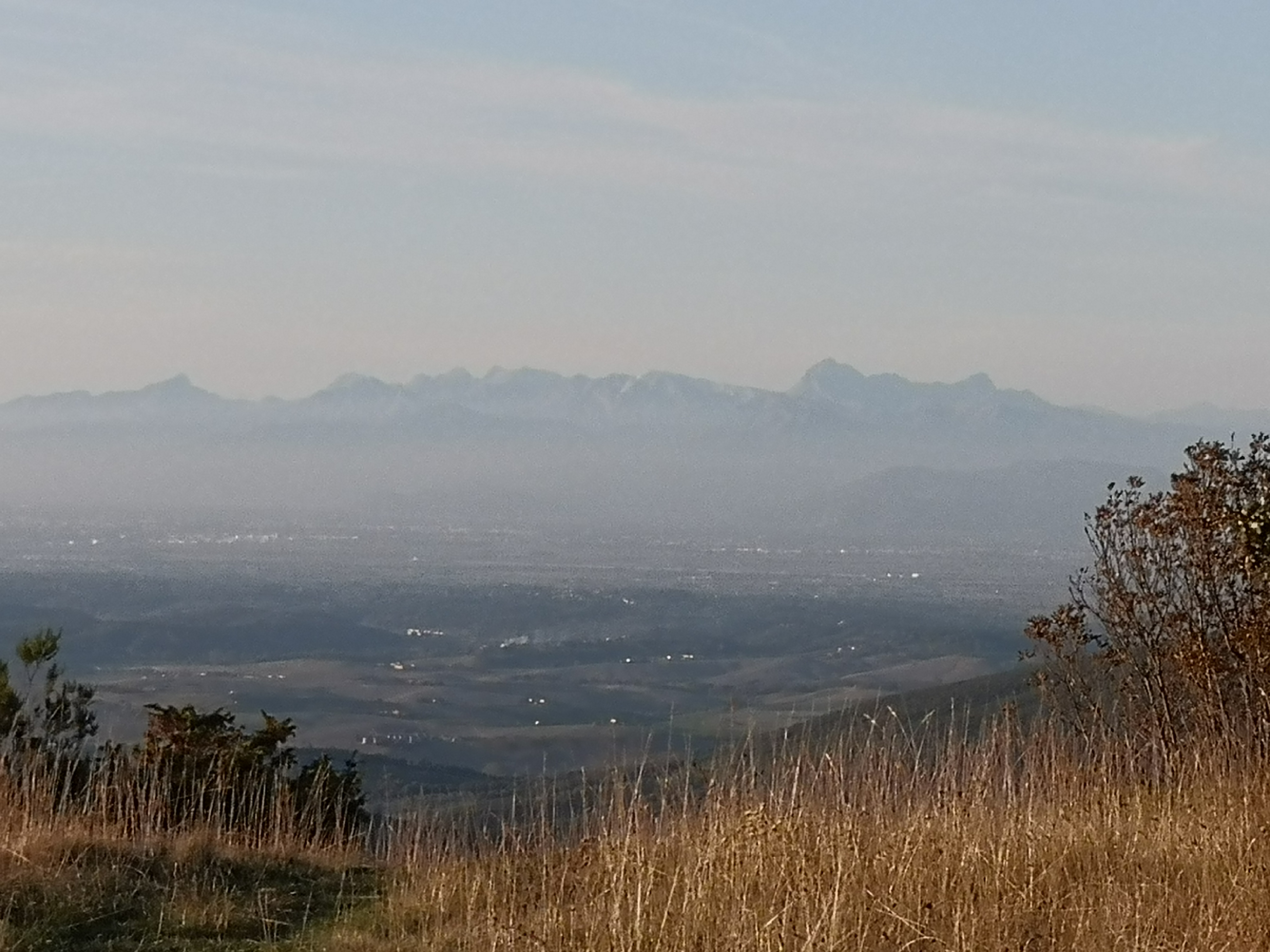
La piana Pisana e le Alpi Apuane viste dalla vetta del Poggio Pianacce.

## Cartografia
- Carta Tecnica Regionale (CTR) della Regione Toscana in scala 1:10000 (consultabile online)
- Cartografia ufficiale italiana dell'Istituto Geografico Militare (IGM) in scala 1:25.000 (consultabile online)